# ベラビスタ境ガ浜

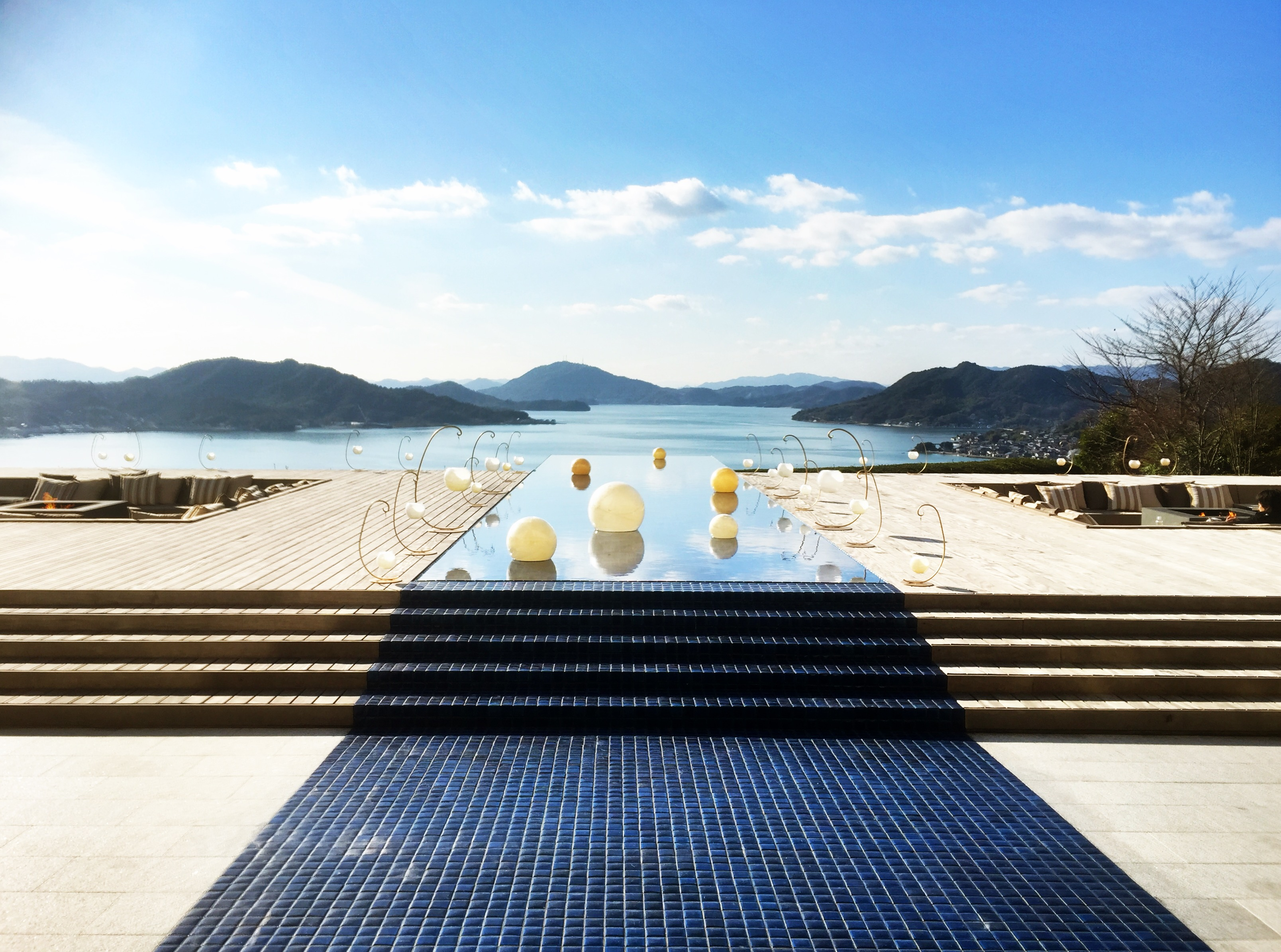
ガーデンデッキ

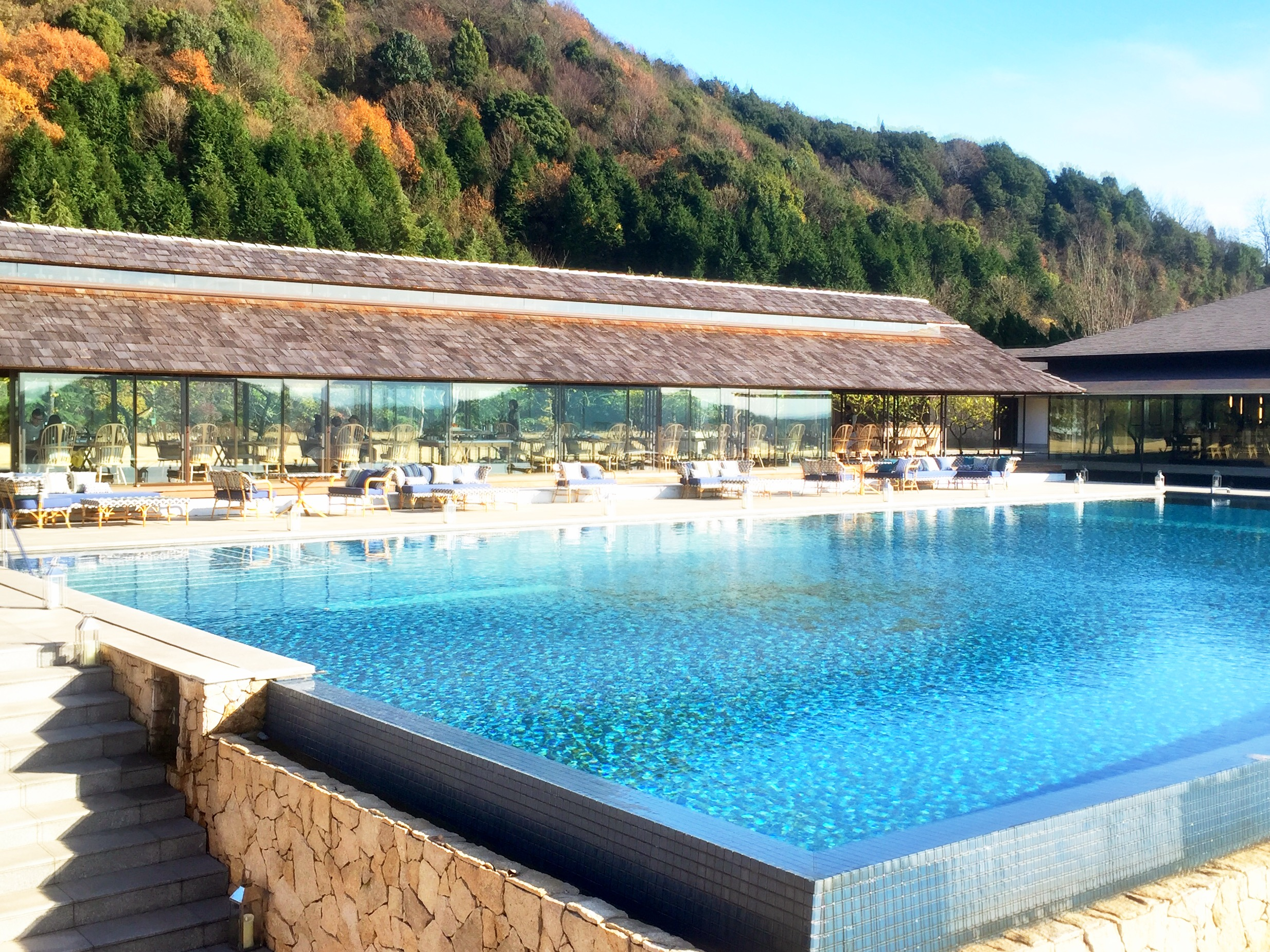
レストラン棟とプール

ベラビスタ境ガ浜（ベラビスタさかいがはま）は広島県尾道市浦崎町大平木の高台に建つリゾートホテル。正式名称は「ベラビスタ スパ＆マリーナ 尾道」。ツネイシホールディングスグループのせとうちクルーズが経営する。

## 概要
広島県東部の沼隈半島の南西に位置し、瀬戸内海を望む高台に建築されている。元々は福山市沼隈町の常石造船が長期滞在する顧客の迎賓施設として1973年に建設した施設。当時の経営は、ツネイシ境ガ浜リゾート。2007年9月、オーシャンビューの部屋やスパ等を加えた大規模なリニューアルが実施された。部屋数は過去72室あったが、ニューリアルされて42室となった。2014年8月にはガーデンデッキが整備され、2015年4月にはロビーの内装がリニューアルされた。2015年7月に正式名称を「ベラビスタ境ガ浜」から「ベラビスタ スパ＆マリーナ 尾道」（BellaVista SPA＆MARINA ONOMICHI）に変更した。プールとスパは宿泊者専用。地元のみならず関東方面からの利用客も多い。

## 施設

### 境ガ浜ラドン温泉
敷地内にボーリング井戸を持っており、｢境ガ浜ラドン温泉｣という名称で登録されている。泉質は「単純弱放射能冷鉱泉」で、スパの露天風呂や内湯で使用している。客室の浴槽には使用されていない。以前は外来入浴を受け付けていたが、ニューリアル後は宿泊者専用施設となった。

### 境ガ浜マリーナ

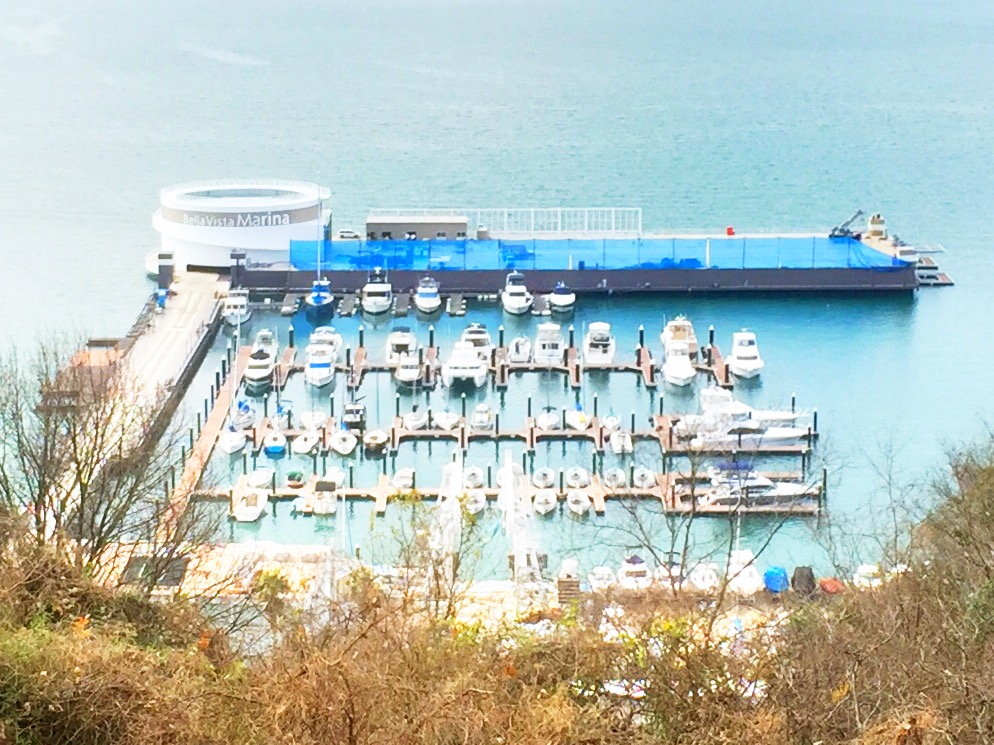
マリンパーク境ガ浜

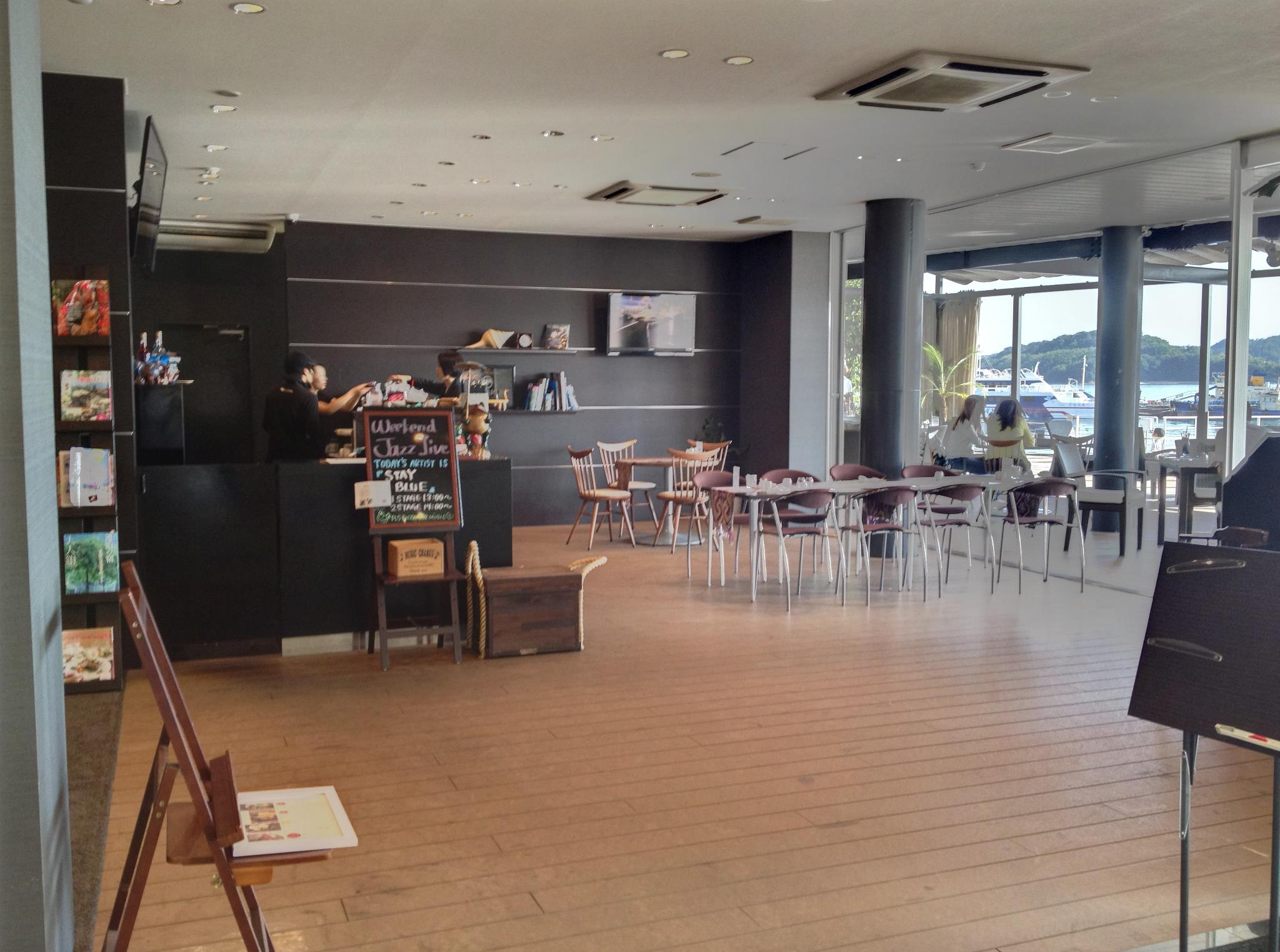
境ガ浜マリーナの爽風カフェ。2015年現在はリニューアルして別名で営業中

かつてのマリンパーク境ガ浜をホテルの付随施設として運営している。ホテル直下の海岸沿いに位置する。ボードに立ち乗りするスタンドアップパドルなどのマリンスポーツや、海辺のランチ、サイクリング、クルージングなどのアクティビティが楽しめる。クラブハウスにアクティビティ・コンシェルジュが常駐する。隣接する常石造船を海上から見学する「探検、造船工場」コースも設定されている。こちらにもレストランが併設されている。2015年2月-7月のレストラン改修時には代替レストランとしてマリーナのレストランが使用された。2016年4月よりせとうちSEAPLANESの水上機による遊覧飛行が開始。

### リボンチャペル（Ribbon Chapel）

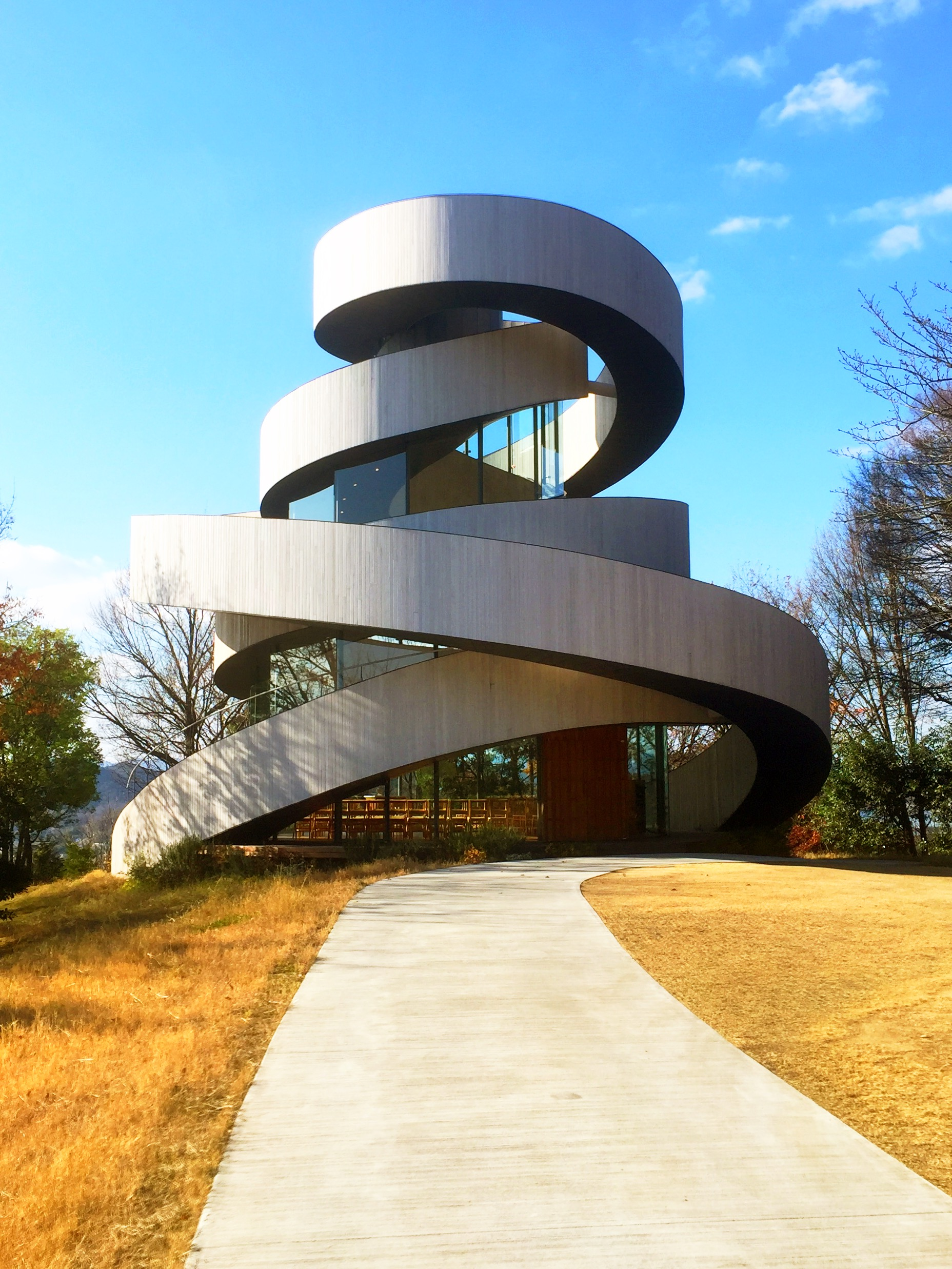
ベラビスタ スパ＆マリーナ尾道　リボンチャペル

2013年12月、結婚式用教会として建築された設備。次世代の世界基準となる建築デザインを表彰する「リーフ賞」(LEAF Award)の大賞の受賞建築。日本商環境設計家協会JCD賞2014大賞受賞。世界最大の建築祭、WAFでも最終選考に残り、その独創性は高く評価されている。頂部で1本に接続される二重らせんの階段を構造体としても用いているのが最大の特徴。室内はガラス張りで至る所で二重らせんの階段が貫入し、外壁や天井の役割を兼ねている。頂上は瀬戸内海を眼下に見晴らす展望台となっており、天窓も備えられている。NAP建築設計事務所の中村拓志設計。柱は解放感を損なわないように直径10cmの鉄柱を採用し垂直荷重だけを受け持たせた。階段の内側にしか空間を確保できないので椅子を詰め込んでも80人しか入れずトイレや更衣室もない。空調はガラス沿いの床吹き出し口より行う。らせんの外装には木材を使用し階段の内側には耐候性の高いチタン亜鉛合金を採用した。二重のらせんが交差する4カ所を連結梁で固定し、らせんのはらみや回転、沈下を防止している。建物全体が、免震装置に載せた鉄骨基礎の上に乗っている。高さ15m、広さ72平方メートル。

### エレテギア
2015年7月に、敷地の西側のプールサイドにガラス張りのレストラン棟を増設し、レストランの名称も「サデン」から「Erretegia（エレテギア）」と改名された。増設された客席はプールの水面が眼下の瀬戸内海と溶け込むように設置された。また従来からの客席はキッチンの中で食事がとれるというユニークな作りに改造された。プール下に設置されていた、モザイクタイルで装飾された夏季限定のエリア｢モザイク｣と、新設されたレストラン棟で合計3つの食事スペースが用意されることとなった。

## 特記事項
- 宮沢喜一元首相は常石グループも地元の地盤としていた関係で、備後地方に地元入した際には度々このホテルを利用していた[12]。
- 堀江貴文が2005年の衆議院選挙に立候補した際には、このホテルに宿泊し半場選挙事務所代わりに使用した。堀江候補を常石グループが支援していた所以による。
- 竜王戦などの著名な将棋戦の会場としても、たびたび本ホテルが使用される[13][14][15][16]。